# Publi Minuci Augurí
Publi Minuci Augurí  (en llatí Publius Minucius Augurinus) va ser un magistrat romà del segle v aC. Formava part de la família Augurí, una branca patrícia de la gens Minúcia.
Va ser elegit cònsol romà l'any 492 aC i va dedicar el seu període a obtenir subministrament de gra per alleujar la fam a la ciutat de Roma que passava una època de carestia.